# 사우디아라비아 왕립전략미사일군

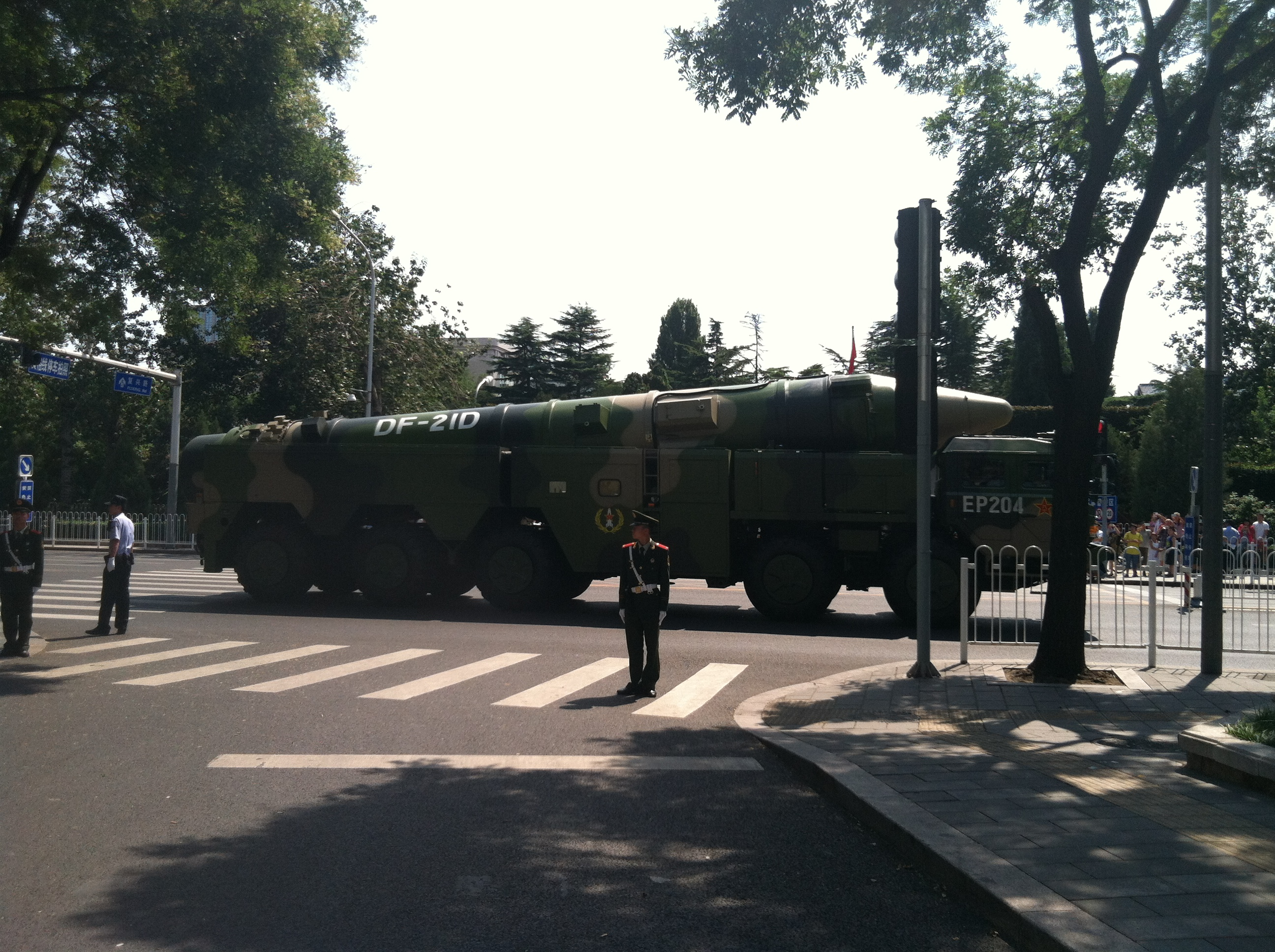
중국의 DF-21D

사우디아라비아 왕립전략미사일군(아랍어: قوة الصواريخ الإستراتيجية الملكية السعودية, 영어: Royal Saudi Strategic Missile Force (RSSMF))은 사우디아라비아 왕국군의 전략 유도탄 군종이다. NPT에 가입한 비핵화 국가인데도 전략미사일군이 있다.

## 역사
1986년 9월 8일 창설되었다. 4만명 규모이며, 5개의 미사일 기지가 있다.
사거리 4,000 km DF-3 미사일(IRBM) 900발, 사거리 2,000 km DF-21 미사일(MRBM) 상당량을 보유하고 있다. 북한으로 치면 무수단 IRBM과 노동 MRBM이다.

## 가우리 2호
2003년에 파키스탄의 핵무기 기술과 사우디아라비아의 석유를 교환하는 이른바 "핵 상호 협력"에 관한 비밀 협정이 체결되었다고 보도되었다.
2006년 3월 독일 잡지 Cicero는 사우디아라비아가 2003년부터 파키스탄의 가우리 2호 미사일과 핵탄두를 제공받고 있다고 보도했다. 사우디아라비아의 수도 리야드 남쪽에 위치한 알 술라일에서 가우리 2호 미사일과 사일로를 찍은 인공위성 사진이 공개되었다. 그러나 파키스탄은 사우디아라비아를 도왔다는 것을 부인했다. 알 술라일에서 이란 수도 테헤란은 1,770 km 떨어져 있다.
가우리 2호는 사우디가 도입했다는 DF-21과 같은 사거리 2,000 km 정도의 MRBM이다. 사우디아라비아의 주적인 이란은 북한과 핵미사일 프로그램을 공유하고 있다고 알려져 있는데, 탄도 미사일 사거리를 더 늘릴 수 있음에도, 2,000 km로 스스로 제한하고 있다. 사우디아라비아와 파키스탄은 수니파 이슬람국가이며, 이란은 시아파 이슬람국가이다. 사우디아라비아 수도 리야드와 이란 수도 테헤란은 1,300 km 떨어져 있다.
NPT에 가입한 비핵화 국가도 핵우산 조약으로 핵무장국의 핵미사일 부대가 자국 영토내에 배치되는 것은 국제법 위반이 아니다. 독일, 터키에는 현재도 미군 공군기지에 수소폭탄이 배치되어 있다. 한국에도 1992년 한반도 비핵화 선언 이전에는 미군의 핵무기가 배치되어 있었다.

## 대한민국
한국도 NPT에 가입한 비핵화 국가인데, 대한민국 전략사령부를 창설하려는 시도가 있었다. 냉전 당시 미국 전략사령부, 소련 전략로켓군이 전략 핵무기의 발사, 유지를 담당했고, 다른 나라들이 베껴서 동일한 성격의 군부대를 창설했다. 보통은 핵무장국에만 이런 부대가 있다. 100 kt 이상의 수소폭탄을 전략 핵무기(strategic nuclear weapon)라고 부른다.

## 같이 보기
- 사우디아라비아의 핵무기 개발
- 알와타 미사일 기지